# Hector-Mine-Erdbeben 1999
Das Hector-Mine-Erdbeben ereignete sich am 16. Oktober 1999 um 02:46 Uhr Ortszeit in der Mojave-Wüste im Südosten Kaliforniens. Es erreichte auf der Momenten-Magnituden-Skala eine Stärke von MW = 7,1 und auf der Mercalliskala wurde die Stufe VII (sehr stark) registriert. Das Epizentrum befand sich bei 34,54° nördlicher Breite und 116,39° westlicher Länge. Die Risslänge an der Erdoberfläche betrug 48 Kilometer, mit einem maximalen rechtssinnigen Seitenversatz von 5,25 plus/minus 0,85 Meter.

## Ursache
Das Beben war von einer steilstehenden, N 350 streichenden, rechtssinnigen (dextralen) Seitenverschiebung ausgegangen. Das Epizentrum befand sich etwa 76 Kilometer ostsüdöstlich von Barstow in einem abgelegenen Teil der Mojave-Wüste und lag innerhalb der Twentynine Palms Marine Corps Base. Gerissen waren sowohl die Lavic Fault als auch die Bullion Fault. Benannt wurde das Beben nach der Hector Mine, einem offenen Steinbruch in der Nähe der Interstate 40 22 Kilometer nordwestlich des Epizentrums.
Es wird vermutet, dass das Hector-Mine-Erdbeben von dem benachbarten Landers-Erdbeben 1992 ausgelöst worden war. Das Beben stellt somit ein Beispiel für eine langsame Erhöhung des Spannungszustandes dar, welche durch die benachbarte Störung über sieben Jahre hinweg induziert wurde, bis schließlich die Ruptur erfolgte. Die Landers-Erdbebenzone gehört ebenfalls zur East California Shear Zone (ECSZ) und liegt nur 20 bis 25 Kilometer weiter westlich.

## Auswirkungen
Trotz seiner beträchtlichen Stärke erlangte das Beben bei weitem nicht die vom Northridge-Erdbeben 1994 (mit einer Magnitude von 6,7) verursachten Schäden – was eindeutig auf die Abgeschiedenheit (geringe Bevölkerungsdichte) zurückgeführt werden kann. Es hätte jedoch in einer stärker urbanisierten Region zweifellos bedeutende Zerstörungen angerichtet.
Das Beben war in ganz Südkalifornien wie beispielsweise in Palm Springs zu spüren, aber auch in Teilen von Arizona und Nevada. In Las Vegas erwachten Bewohner mit Schwindelgefühl und hatten Gehbeschwerden. Die Erschütterungen waren selbst noch in Carson City im Nordwesten Nevadas zu bemerken. 
Zwei Straßenbrücken waren betroffen, schlimmer wog jedoch das Entgleisen eines Amtrak-Zuges, bei dem 21 Waggons von den abgerissenen Schienen kamen. Der Zug befand sich zum Zeitpunkt des Bebens nur unweit des Epizentrums. Der Zug konnte aber wieder in Stand gesetzt werden. Tote waren keine zu beklagen, es gab einige Verletzungen, die zum Teil behandelt werden mussten.

## Seismologie

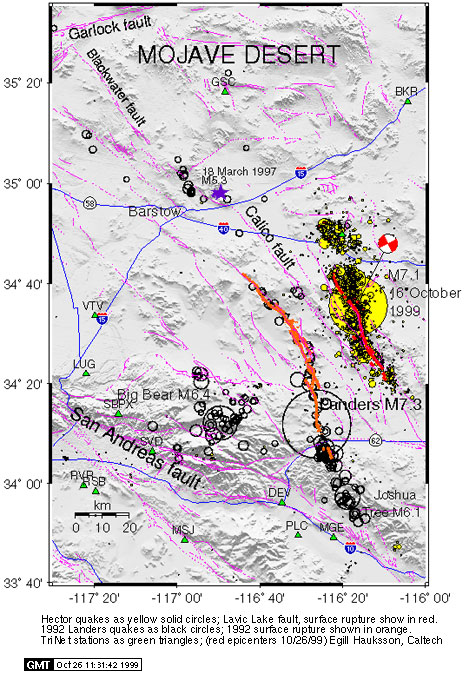
Karte mit den verschiedenen Erdbeben in unmittelbarer Umgebung des Hector-Mine-Erdbebens

Geoseismische Untersuchungen nach Abklingen des Bebens entdeckten frische Erdbebenrisse an mehreren Verwerfungen in der betroffenen Herdregion. Ihre Versätze an der Oberfläche waren sowohl rechtstretend horizontal als auch vertikal. Die Oberflächenruptur der Lavic Fault besteht aus vielen kleinen, links-springenden Staffelungen, die oft von kleinen Krümmungen verknüpft werden und gelegentlich kompressive Aufbrüche zeigen. Abgesehen von der Lavic-Fault sind jedoch rechts-springende Übertritte generell vorherrschend.

### Tiefenlage und Parameter des Hypozentrums
Wie auch beim Landers-Erdbeben dürfte auch beim Hector-Mine-Erdbeben die Tiefenangabe des Hypozentrums von 20 Kilometer übertrieben sein. So geben J. Behr und Kollegen (2000) in ihrem Bericht nur 5 plus/minus 3 Kilometer an. Auch dessen Lage wird abweichend mit 34,59° N und 116,27° W angeführt. Anhand des Herdmechanismus (Englisch focal mechanism) fanden sie jedoch eine optimale Tiefenlage des Hypozentrums von 13,5 Kilometer. Die Herdlösung ergab ferner für das Erdbeben als optimale Streichrichtung N 331 mit einem Einfallswinkel von 77° nach Ostnordost. Der Seitenversatz war rein horizontal und rechtsverschiebend. Das seismische Moment betrug 3,4 × 1019 Nm, entsprechend einer Magnitude von Mw = 7,0. Die Ausbreitungsgeschwindigkeit des Bebens lag zwischen 0,16 und 0,31 Meter pro Sekunde. Die Beschleunigung erreichte zwischen 18 und 34 Prozent der Erdbeschleunigung. GPS-Abschätzungen des coseismischen Versatzes erreichen etwa 2 Meter in Nordnordostrichtung.

### Vorbeben
Um Vorbeben als solche zu erkennen, bedarf es immer der Passage des Hauptbebens. Demnach waren zwanzig Stunden vor dem Hauptbeben 12 Vorbeben vorausgegangen. Sie arbeiteten sich nach Norden vor und nahmen in etwa dieselbe Position ein, welche ein abseitiges Cluster des Landers-Erdbebens schon zuvor eingenommen hatte. Das bedeutendste unter dieser Vorbeben in den vorangegangenen 12 Stunden vor dem Hauptbeben erreichte eine Magnitude von 3,8 und registrierte am 15. Oktober um 19:41.

### Nachbeben
Als Folge des Hauptbebens ereigneten sich über 2500 Nachbeben in den ersten beiden Wochen. Die stärksten Nachbeben lagen einige Kilometer nördlich und südlich des Epizentrums, ihre Magnitude betrug 5,9 und 5,7.

## Geologie

### Eastern California Shear Zone
Das Hector-Mine-Erdbeben ereignete sich in der Eastern California Shear Zone, einer innerkontinentalen Scherzone. Diese wird durch eine hohe Seismizität, durch hohe tektonische Verformungsraten (Englisch strain rate) und durch ein breites Band Nordnordwest-streichender dextraler Verwerfungen charakterisiert. Datensätze der Versetzungsbeträge an Verwerfungen innerhalb der Scherzone mit durchschnittlich 6 bis 8 Millimeter pro Jahr lassen vermuten, dass zirka 15 Prozent der Bewegungen zwischen Pazifischer Platte und Nordamerikanischer Platte von ihr abgefangen werden. In den letzten 10 Millionen Jahren haben die Hauptstörungen Versetzungsbeträge von 1,5 bis 14,4 Kilometer erfahren, mit einem Totalversatz von 65 Kilometer.
Die meisten Verwerfungen in der Eastern California Shear Zone besitzen aber nur geringe Versetzungsgeschwindigkeiten, gleichzeitig haben ihre markanten Erdbeben eine lange Wiederholungsdauer von tausenden bis zehntausenden Jahren. Daher verweist die sehr kurze Zeitspanne von 7 Jahren zwischen dem Landers- und dem Hector-Mine-Erdbeben auf eine mechanische Koppelung der beiden Störungen.

### Verlauf der Bruchnarbe
Das Hypozentrum liegt am Rand der Bullion Mountains. Der Riss verläuft dann nach Nordnordwesten (N 330) entlang der Lavic Lake Fault durch holozänes Alluvium, durchquert die Seesedimente des Lavic Lake, erneut durch Alluvium, berührt Basaltflüsse des Sunshine Craters und endet dann in Pikrobasaltflüssen des Pisgah Craters. Der längere Südabschnitt durchquert anfangs die Bullion Mountains und durchzieht dann erneut Alluvium bis zu seinem Südende am Deadman Lake. Das Anstehende der nordwestlichen Bullion Mountains besteht aus gut verhärteten, tertiären Vulkaniten (Lavaflüsse und Pyroklastika) in Wechsellagerung mit Sandsteinen und Konglomeraten. Das nördlich vorlagernde Quartär umfasst eingeschnittene pleistozäne Schwemmkegelreste entlang der Bullion Mountains und jüngere pleistozäne und holozäne Schwemmkegel- und Playasedimente. Das südliche Alluvium setzt sich aus altpleistozänen Schwemmkegel und Playasedimenten zusammen, die hier jedoch verfaltet sind (beim Wood Canyon und am Gypsum Ridge), sowie aus jungpleistozänen bis holozänen Schwemmkegel- und Wadisedimenten (English wash deposits). 